# Bar-le-Duc
Bar-le-Duc város Franciaország Grand Est régiójában, Meuse megye székhelye (prefektúra). Franciaország kulturális és történelmi városa címet viseli. Lakosainak száma 14 615 fő (2022. január 1.). Bar-le-Duc Behonne, Combles-en-Barrois, Fains-Véel, Longeville-en-Barrois, Montplonne, Naives-Rosières, Resson és Savonnières-devant-Bar községekkel határos.

## Története
Bar-le-Duc a Lotaringiai Grófság székhelye volt. 1301-ben francia hűbérbirtok lett. 1354-től Bar Hercegség székhelye lett. 
1792 és 1815 között Bar-sur-Ornain volt a város neve.

## Népesség
| Lakosok száma | 19 159 | 18 471 | 17 545 | 16 041 | 15 950 | 15 548 | 14 985 | 14 625 | 14 592 | 14 615 |
|               | 1968   | 1982   | 1990   | 2006   | 2013   | 2015   | 2017   | 2019   | 2020   | 2022   |

## Látnivalók
- Saint Antoine templom
- Városháza
- Marbeaumont-kastély
- Óratorony
- Rue des Ducs
- Saint-Pierre palota
- Lycée Raymond Poincaré

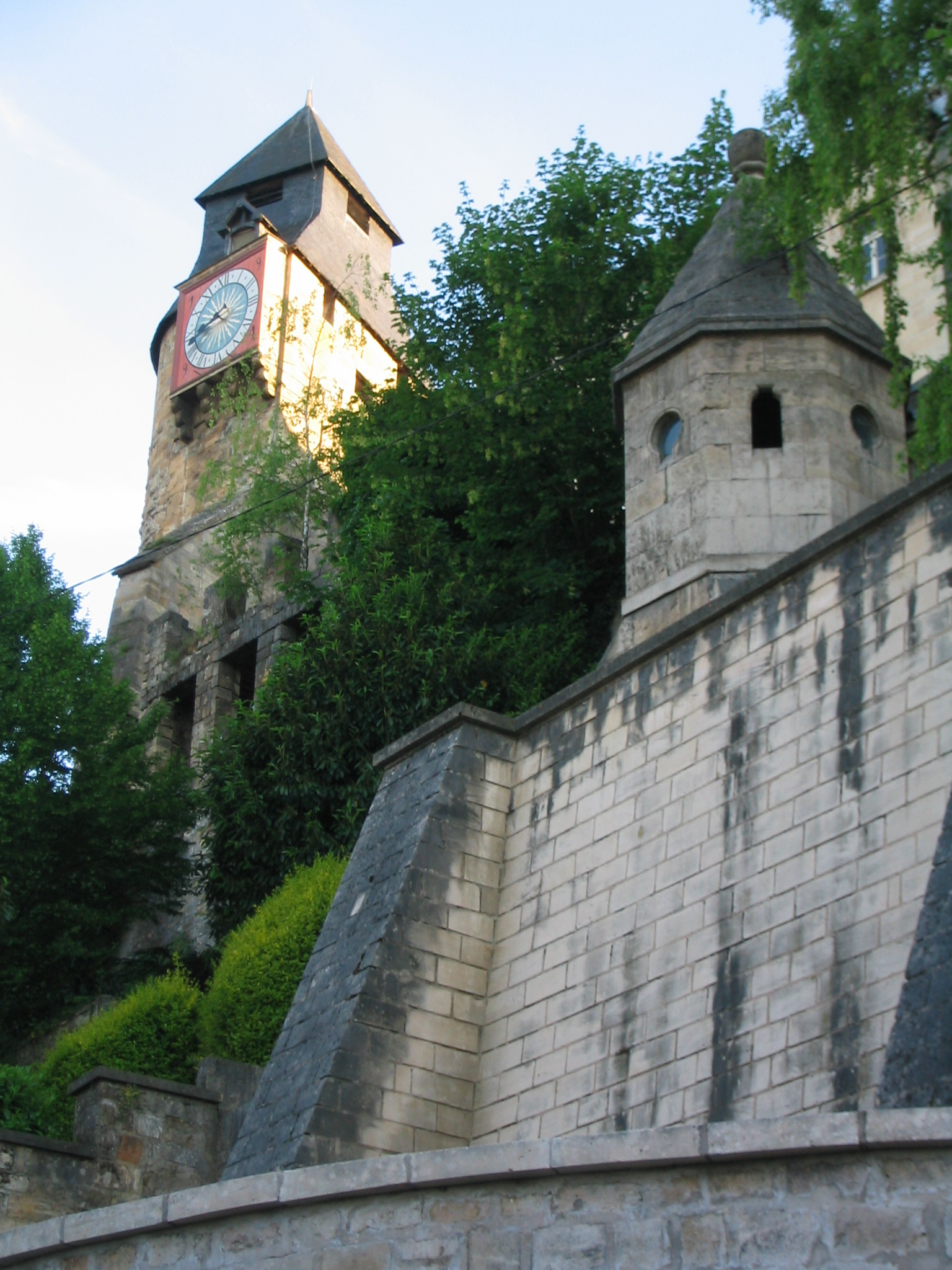
Az Óratotony (La Tour de l'Horloge)
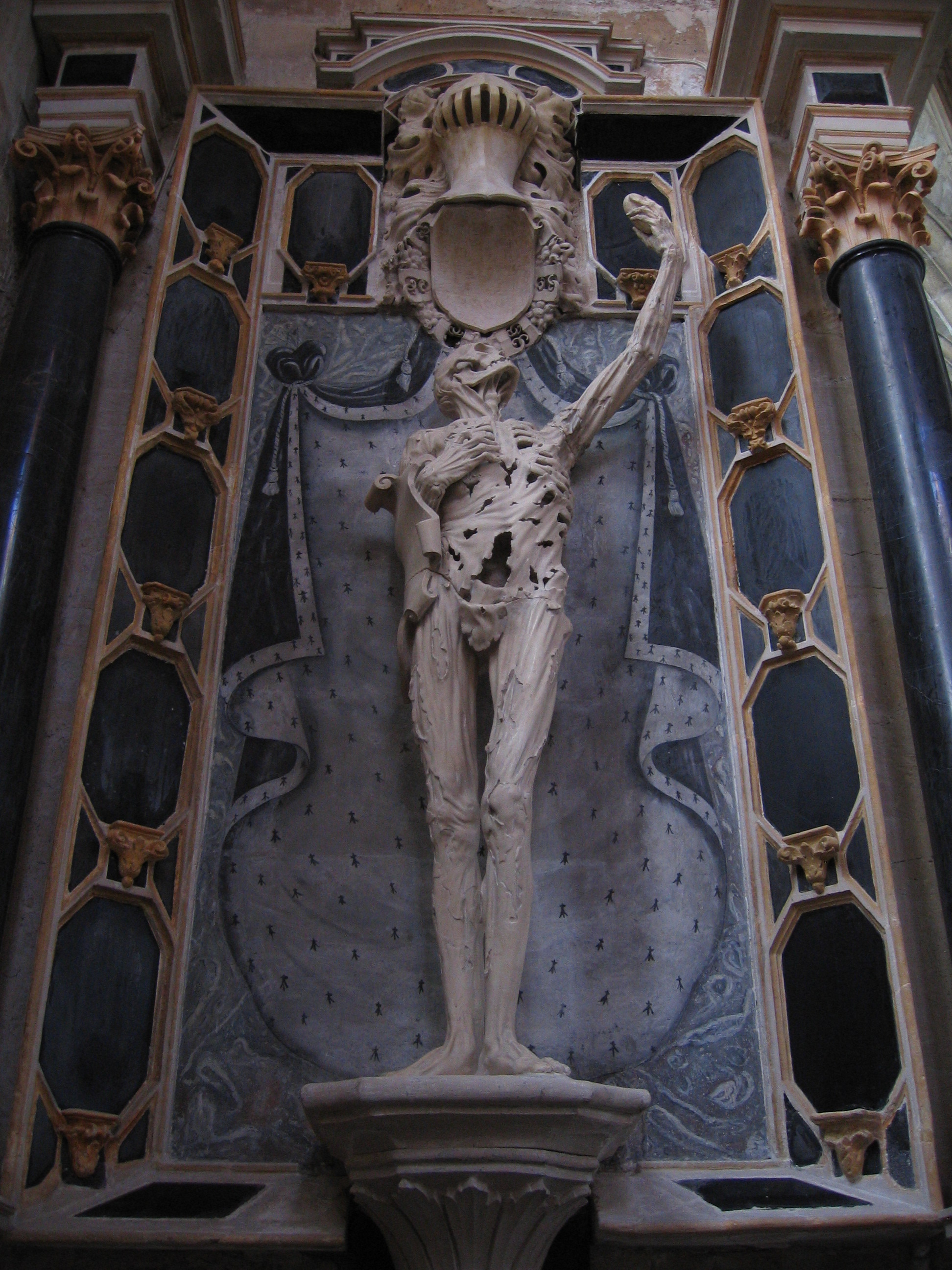
René de Chalon sírszobra (Transi)
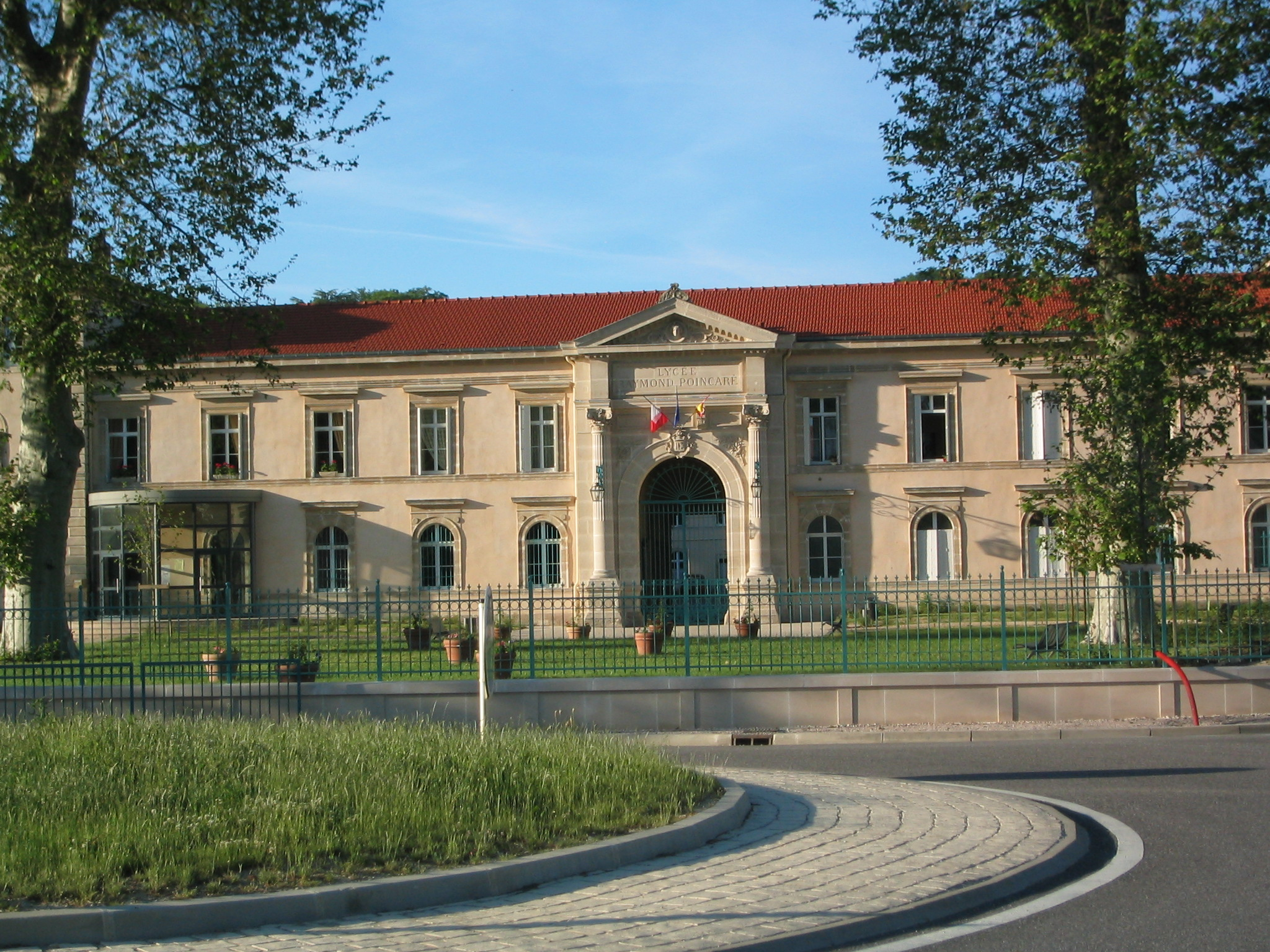
A Raymond Poincaré Gimnázium

## Hírességek
- Isidore Exelmans (1775–1852)
- Raymond Poincaré (1860–1934), politikus
- 1944-ben a hitleristák itt tartották fogságban August Hlond (1881–1948) bíboros-érseket, lengyel hercegprímást (1926–1948)

## Testvérvárosok
- Tambov,  Oroszország
- Wilkau-Haßlau,  Németország
- Gyönk,  Magyarország